# Lê Quang Liêm
Lê Quang Liêm (Ciutat Ho Chi Minh, 1991), és un destacat jugador d'escacs vietnamita, que té el títol de Gran Mestre des de 2006.
A la llista d'Elo de la FIDE del novembre de 2021, hi tenia un Elo de 2709 punts, cosa que en feia el jugador número 1 (en actiu) del Vietnam, el 7è millor asiàtic, i el 30è millor jugador del rànquing mundial. El seu màxim Elo va ser de 2739 punts, a la llista de l'agost de 2017.

## Resultats destacats en competició
El juliol de 2005 fou Campió del món Sub-14, a Belfort, i va competir, representant el Vietnam, a les Olimpíades d'escacs de Torí 2006 i el Dresden 2008.
L'agost - setembre de 2008, guanyà el 1r obert Dragon Capital Vietnam amb 7/9 punts. El setembre de 2009, guanyà el 4t obert de Kolkata, per davant de 13 jugadors amb més Elo. El febrer de 2010, va guanyar en solitari la 9a edició de l'Aeroflot Open amb 7/9 punts, guanyant-se així una invitació pel Dortmund Sparkassen Chess Meeting. El mateix any, va empatar als llocs 1r-4t amb Konstantín Txernixov, Ievgueni Baréiev i Ernesto Inarkiev a l'obert de Moscou.
Entre el 15 i el 25 de juliol, participà per primer cop al Torneig de Dortmund, on hi jugaven el nou cops guanyador i excampió del món Vladímir Kràmnik, el 6è jugador mundial Xakhriar Mamediàrov, l'excampió del món de la FIDE Ruslan Ponomariov, el finalista del Campionat del món clàssic de 2004 Péter Lékó, i l'antic campió del torneig Arkadij Naiditsch. Es va enfrontar a Kràmnik amb negres a la ronda inaugural, i va aconseguir les taules, posteriorment derrotà en Ponomariov a la ronda 4, i en Leko a la 5, i finalment acabà amb cinc taules consecutives per assegurar-se el segon lloc amb 5½/10 amb una performance de 2776.
El 2010 empatà al segon lloc al campionat absolut de l'Àsia, disputat a la Badia de Subic (el campió fou Ni Hua).
Entre el 28 d'agost i el 3 de setembre de 2010, va participar en el 1r obert Memorial Campomanes a les Filipines, on hi empaà al primer lloc, amb 7/9 punts, amb Zhao Jun, tot i que la victòria final fou per en Zhao per desempat. Després d'aquest torneig, on hi guanyà 6.8 punts Elo, superà per primer cop els 2700 punts.
Entre el 7 i el 18 de febrer de 2011, participa novament a l'Aeroflot Open, on va aconseguir defensar el seu títol de l'any anterior. Amb una puntuació de 6½/9, hi empatà al primer lloc amb Nikita Vitiúgov i Ievgueni Tomaixevski, esdevenint així el primer jugador que ha guanyat aquest torneig dos cops. Aquesta victòria el va classificar novament per al Dortmund Sparkassen Chess Meeting, on hi repetí l'actuació de l'any anterior, i hi acabà segon, amb 5½/10 punts, rere Vladímir Kràmnik.
Del 10 al 21 de maig de 2011, fou convidat a jugar al grup d'elit del Memorial Capablanca, un Categoria XIX que incloïa el vigent campió Vasil Ivantxuk, el número u de llatinoamèrica Leinier Domínguez, el número u txec David Navara, el cubà Lázaro Bruzón i el rus Dmitri Andreikin. Tot i que va perdre en l'última ronda, acabà empatat al primer lloc, amb 6½/10 punts, tot i que fou segon per desempat, rere Ivantxuk.
Entre l'agost i el setembre de 2011 participà en la Copa del món de 2011, a Khanti-Mansisk, un torneig del cicle classificatori pel Campionat del món de 2013, i hi va tenir una bona actuació; avançà fins a la tercera ronda, quan fou eliminat per Lázaro Bruzón (1½-2½). L'octubre de 2012 empatà al segon lloc amb Ding Liren a la SPICE Cup a Saint Louis, amb 5½/10 punts (el campió fou Maxime Vachier-Lagrave)
L'agost de 2013 participà en la Copa del Món de 2013, on va tenir una bona actuació, i arribà a la quarta ronda, on fou eliminat per Piotr Svídler 1½-2½.
L'octubre de 2013 empatà als llocs 3r-8è al fort torneig The SPICE Cup, organitzat per la Universitat de Texas Tech i el Susan Polgar Institute for Chess Excellence (SPICE); (el campió fou Aleksandr Ipàtov).
El 2019 es proclamà campió del Campionat d'escacs de l'Àsia a Xingtai, Xina, per sobre de Murali Karthikeyan. L'octubre de 2019 fou tretzè al fort Gran Torneig Suís de la FIDE de 2019 a l'Illa de Man (el campió fou Wang Hao).